# Småtjärnarna (Färnebo socken, Värmland)
Småtjärnarna är en sjö i Filipstads kommun i Värmland och ingår i Göta älvs huvudavrinningsområde. Småtjärnarna ligger i Åbengtshöjden Natura 2000-område.